# Marcello Bertinetti
Marcello Bertinetti (n. 26 aprilie 1885, Vercelli, Piemont, Italia – d. 31 iulie 1967, Vercelli, Piemont, Italia) a fost un scrimer italian, medaliat olimpic. A participat la 3 ediții ale Jocurilor Olimpice (1908, 1924, 1928) în care a câștigat o medalie de aur, o medalie de argint și o medalie de bronz.